# Grégoire Coudert
Grégoire Coudert (* 3. April 1999 in Rodez) ist ein französischer Fußballtorwart, der bei Stade Brest in der Ligue 1 spielt.

## Karriere
Coudert begann seine fußballerische Ausbildung 2005 bei AF Rodez, wo er bis 2009 spielte und anschließend fünf Jahre bei ESA Brive spielte. Bis 2017 spielte er in der Jugendausbildung des FC Tours. Am 8. Dezember 2017 (18. Spieltag) spielte er das erste Mal in der Ligue 2, als er gegen die AS Nancy zwischen den Pfosten stand. In der gesamten Saison spielte er insgesamt drei Pokalspiele und zwei in der Liga. Nach dem Abstieg in die National, kam er in der Folgesaison in drei Drittligaspielen zum Einsatz.
Nach der Spielzeit wechselte er zurück in die Ligue 2 zum SC Amiens. Sein Debüt für den neuen Arbeitgeber gab er am 28. April 2021 (31. Spieltag, nachgeholt) bei einem 1:1-Unentschieden gegen die USL Dunkerque. In der gesamten Spielzeit 2020/21 stand er für sein Team zweimal in der Meisterschaft zwischen den Pfosten.
Im Sommer 2021 wechselte er ablösefrei zum Erstligisten Stade Brest.